# Стівенсон (Мічиган)
Стівенсон (англ. Stephenson) — місто (англ. city) в США, в окрузі Меноміні штату Мічиган. Населення — 816 осіб (2020).

## Географія
Стівенсон розташований за координатами 45°24′50″ пн. ш. 87°36′32″ зх. д. / 45.41389° пн. ш. 87.60889° зх. д. (45.413752, -87.609020).  За даними Бюро перепису населення США в 2010 році місто мало площу 2,83 км², уся площа — суходіл.

## Демографія
Згідно з переписом 2010 року, у місті мешкали 862 особи в 358 домогосподарствах у складі 212 родин. Густота населення становила 305 осіб/км².  Було 408 помешкань (144/км²).
Расовий склад населення:
| - 97,3 % — білих - 0,3 % — азіатів - 0,1 % — чорних або афроамериканців |

До двох чи більше рас належало 1,5 %. Частка іспаномовних становила 2,2 % від усіх жителів.
За віковим діапазоном населення розподілялося таким чином: 21,7 % — особи молодші 18 років, 49,6 % — особи у віці 18—64 років, 28,7 % — особи у віці 65 років та старші. Медіана віку мешканця становила 47,9 року. На 100 осіб жіночої статі у місті припадало 86,2 чоловіків;  на 100 жінок у віці від 18 років та старших — 82,9 чоловіків також старших 18 років.
Середній дохід на одне домашнє господарство  становив 41 640 доларів США (медіана — 31 719), а середній дохід на одну сім'ю — 48 959 доларів (медіана — 46 538). Медіана доходів становила 32 500 доларів для чоловіків та 27 031 долар для жінок. За межею бідності перебувало 19,1 % осіб, у тому числі 30,6 % дітей у віці до 18 років та 10,8 % осіб у віці 65 років та старших.
Цивільне працевлаштоване населення становило 348 осіб. Основні галузі зайнятості: освіта, охорона здоров'я та соціальна допомога — 23,9 %, виробництво — 21,3 %, мистецтво, розваги та відпочинок — 12,4 %, роздрібна торгівля — 11,2 %.